# Bahnstrecke Peqin–Elbasan
| Zug auf der Fahrt nach Elbasan bei Bishqem |                      |                                     |                                     |
| Streckenlänge: | 34,4 km              |                                     |                                     |
| Spurweite: | 1435 mm (Normalspur) |                                     |                                     |
| |                      |                                     |                                     |
| \| \| \| von Durrës \| \| \| \| 42,60 \| Peqin \| Peqin \| \| \| \| Peqin \| \| \| \| \| Fatisha \| \| \| \| \| Copanaj \| \| \| \| \| Përparim \| \| \| \| \| Përparim \| \| \| \| \| Leshtica \| \| \| \| \| Lazeraj \| \| \| \| \| Lazeraj \| \| \| \| \| Pajova \| \| \| \| 51,20 \| Bishqem \| Bishqem \| \| \| \| Bishqem-Fusha \| \| \| \| \| Bishqem-Fusha \| \| \| \| \| Bishqem-Fusha \| \| \| \| \| Bishqem \| \| \| \| \| Babluç \| \| \| \| \| 298 m \| \| \| \| \| 210 m \| \| \| \| \| Paulesh \| \| \| \| \| Paulesh \| \| \| \| \| Paulesh \| \| \| \| \| Paulesh \| \| \| \| \| Ranxa \| \| \| \| \| 727 m \| \| \| \| \| 454 m \| \| \| \| \| Ranxa \| \| \| \| \| Murras \| \| \| \| \| Murras \| \| \| \| \| Murras \| \| \| \| \| SH7 \| \| \| \| \| Papër \| \| \| \| 62,00 \| Papër \| Papër \| \| \| \| Industriegleis nach Cërrik \| \| \| \| \| Ullishtas \| \| \| \| \| Vidhas \| \| \| \| \| Vidhas \| \| \| \| \| Vidhas \| \| \| \| \| Industriegleis \| \| \| \| \| Industriegleis zum Stahlwerk \| \| \| \| \| \| \| \| \| \| Stahlwerk \| \| \| \| \| SH7 \| \| \| \| \| Bradashesh \| \| \| \| \| Bradashesh \| \| \| \| \| SH3 \| \| \| \| \| Rruga Kadhri Hoxha \| \| \| \| \| Industriegleis von der Zementfabrik \| \| \| \| \| \| \| \| \| \| Zaranika \| \| \| \| \| SH3 \| \| \| \| \| Rruga Iliaz Kosova \| \| \| \| 75,00 \| Elbasan \| Elbasan \| \| \| \| Industriegleis ins Holzwerk \| \| \| \| \| SH70 \| \| \| \| \| Rruga Ali Cungu \| \| \| \| \| Rruga Nos Josifi \| \| \| \| \| Krrasta \| \| \| \| 77,00 \| Krasta \| Krasta \| \| \| \| nach Gur i kuq \| \| Quellen |                      |                                     |                                     |
| Strecke |                      | von Durrës                          | von Durrës                          |
| Bahnhof | 42,60                | Peqin                               | Peqin                               |
| Bahnübergang |                      | Peqin                               | Peqin                               |
| Bahnübergang |                      | Fatisha                             | Fatisha                             |
| Brücke |                      | Copanaj                             | Copanaj                             |
| Bahnübergang |                      | Përparim                            | Përparim                            |
| Bahnübergang |                      | Përparim                            | Përparim                            |
| Brücke über Wasserlauf |                      | Leshtica                            | Leshtica                            |
| Bahnübergang |                      | Lazeraj                             | Lazeraj                             |
| Bahnübergang |                      | Lazeraj                             | Lazeraj                             |
| Brücke über Wasserlauf |                      | Pajova                              | Pajova                              |
| Bahnhof | 51,20                | Bishqem                             | Bishqem                             |
| Bahnübergang |                      | Bishqem-Fusha                       | Bishqem-Fusha                       |
| Brücke |                      | Bishqem-Fusha                       | Bishqem-Fusha                       |
| Bahnübergang |                      | Bishqem-Fusha                       | Bishqem-Fusha                       |
| Brücke |                      | Bishqem                             | Bishqem                             |
| Brücke über Wasserlauf |                      | Babluç                              | Babluç                              |
| Tunnel |                      | 298 m                               | 298 m                               |
| Tunnel |                      | 210 m                               | 210 m                               |
| Brücke |                      | Paulesh                             | Paulesh                             |
| Bahnübergang |                      | Paulesh                             | Paulesh                             |
| Brücke |                      | Paulesh                             | Paulesh                             |
| Bahnübergang |                      | Paulesh                             | Paulesh                             |
| Brücke über Wasserlauf |                      | Ranxa                               | Ranxa                               |
| Tunnel |                      | 727 m                               | 727 m                               |
| Tunnel |                      | 454 m                               | 454 m                               |
| Brücke über Wasserlauf |                      | Ranxa                               | Ranxa                               |
| Brücke |                      | Murras                              | Murras                              |
| Bahnübergang |                      | Murras                              | Murras                              |
| Brücke |                      | Murras                              | Murras                              |
| Strecke mit Straßenbrücke |                      | SH7                                 | SH7                                 |
| Brücke über Wasserlauf |                      | Papër                               | Papër                               |
| Bahnhof | 62,00                | Papër                               | Papër                               |
| Abzweig geradeaus und ehemals nach rechts |                      | Industriegleis nach Cërrik          | Industriegleis nach Cërrik          |
| Bahnübergang |                      | Ullishtas                           | Ullishtas                           |
| Bahnübergang |                      | Vidhas                              | Vidhas                              |
| Bahnübergang |                      | Vidhas                              | Vidhas                              |
| Dienststation / Betriebs- oder Güterbahnhof |                      | Vidhas                              | Vidhas                              |
| Abzweig geradeaus und ehemals nach links |                      | Industriegleis                      | Industriegleis                      |
| Abzweig geradeaus und nach rechts |                      | Industriegleis zum Stahlwerk        | Industriegleis zum Stahlwerk        |
| Brücke |                      |                                     |                                     |
| Bahnübergang |                      | Stahlwerk                           | Stahlwerk                           |
| Strecke mit Straßenbrücke |                      | SH7                                 | SH7                                 |
| Brücke |                      | Bradashesh                          | Bradashesh                          |
| Brücke |                      | Bradashesh                          | Bradashesh                          |
| Brücke |                      | SH3                                 | SH3                                 |
| Bahnübergang |                      | Rruga Kadhri Hoxha                  | Rruga Kadhri Hoxha                  |
| Abzweig geradeaus und von links |                      | Industriegleis von der Zementfabrik | Industriegleis von der Zementfabrik |
| Bahnübergang |                      |                                     |                                     |
| Brücke über Wasserlauf |                      | Zaranika                            | Zaranika                            |
| Strecke mit Straßenbrücke |                      | SH3                                 | SH3                                 |
| Bahnübergang |                      | Rruga Iliaz Kosova                  | Rruga Iliaz Kosova                  |
| Kopfbahnhof Strecke ab hier außer Betrieb | 75,00                | Elbasan                             | Elbasan                             |
| Abzweig geradeaus und nach rechts (Strecke außer Betrieb) |                      | Industriegleis ins Holzwerk         | Industriegleis ins Holzwerk         |
| Bahnübergang (Strecke außer Betrieb) |                      | SH70                                | SH70                                |
| Bahnübergang (Strecke außer Betrieb) |                      | Rruga Ali Cungu                     | Rruga Ali Cungu                     |
| Brücke (Strecke außer Betrieb) |                      | Rruga Nos Josifi                    | Rruga Nos Josifi                    |
| Bahnübergang (Strecke außer Betrieb) |                      | Krrasta                             | Krrasta                             |
| Dienststation / Betriebs- oder Güterbahnhof (Strecke außer Betrieb) | 77,00                | Krasta                              | Krasta                              |
| Strecke (außer Betrieb) |                      | nach Gur i kuq                      | nach Gur i kuq                      |

Die Bahnstrecke Peqin–Elbasan (albanisch Hekurudha Peqin–Elbasan) ist eine 34,4 Kilometer lange Eisenbahnstrecke der Hekurudha Shqiptare, die in Mittelalbanien die Kleinstadt Peqin mit dem Industriestandort Elbasan verbindet. Die Strecke ist eingleisig und nicht elektrifiziert. Die Linie wurde 1950 eröffnet und gilt als Albaniens dritte Normalspurstrecke. Sie wurde vor allem für den Transport von Bodenschätzen aus Mittel- und Südostalbanien zum Exporthafen errichtet.

## Geschichte

### Bau
Bis zum Zweiten Weltkrieg gab es in Albanien keine Normalspur-Eisenbahn. Lediglich in Südalbanien existierte die Selenica-Schmalspurbahn. Während des Ersten Weltkriegs hatte die österreichisch-ungarische Armee aber auf der Strecke Durrës – Kavaja – Rrogozhina – Peqin – Elbasan bereits eine Feldbahn betrieben.
Am 27. April 1940 begannen die italienischen Besatzer in Kavaja mit dem Bau einer Eisenbahnstrecke von Durrës nach Elbasan. Das Ziel, die Eisenbahnstrecke bis Ende 1941 vollendet zu haben, konnte nicht realisiert werden. Die Misserfolge im griechisch-italienischen Krieg und der weitere Kriegsverlauf verhinderten einen schnellen Bauabschluss.

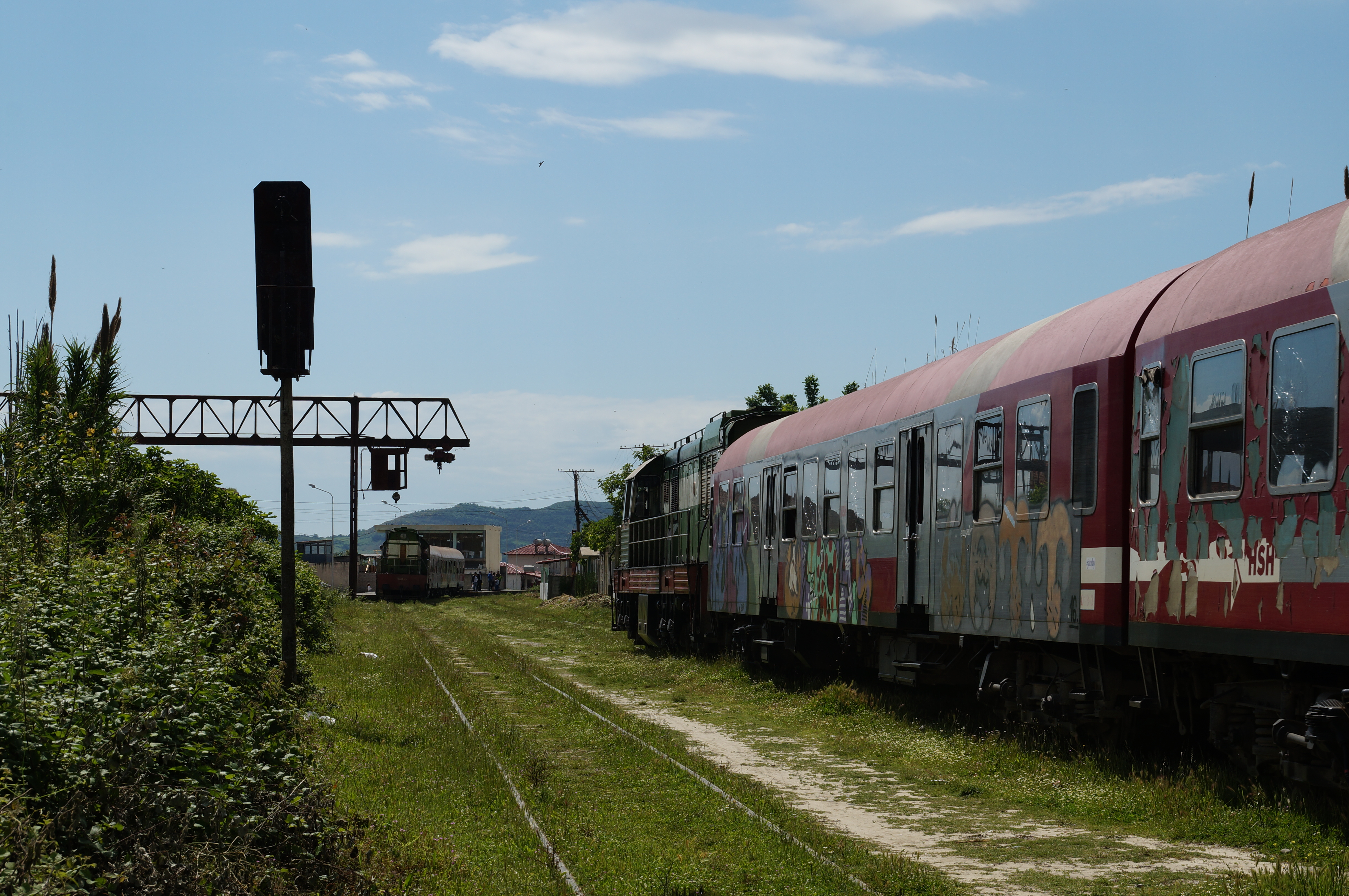
Kreuzende Züge in Peqin, der rechte von Elbasan kommend (2019)

In den Jahren nach dem Krieg wurden im sozialistischen Albanien zwei Eisenbahnstrecken geplant und gebaut. Einerseits sollten endlich die Chrom- und Eisennickel-Vorkommen bei Elbasan erschlossen werden, andererseits galt es, die neuen oder noch geplanten Industriebetriebe in der Hauptstadt Tirana zu versorgen. Als erste Strecke konnte am 7. November 1947 das Teilstück Durrës–Peqin, die ersten 32 Kilometer vom Hafen Durrës in Richtung Elbasan, in Betrieb genommen werden. 1949 wurde die Bahnstrecke Durrës–Tirana eröffnet.
Die Strecke von Durrës nach Peqin wurde mit jugoslawischer Hilfe erbaut, nachdem im Juli 1946 ein bilaterales Abkommen geschlossen worden war. Als Gegenleistung für Kredite und Experten sollte Albanien Waren liefern. Die Jugoslawen waren daran interessiert, mittels Eisenbahn Erdöl aus Mittelalbanien (Kuçova) zur Adria zu transportieren. Jugoslawien lieferte das Material, das für den Abschluss der Arbeiten und den Betrieb der Bahn benötigt wurde, darunter drei Dampflokomotiven (zwei SHS 20 und eine Tenderlokomotive aus 1911 von Hohenzollern) und 69 Wagen der Jugoslovenske Državne Železnice sowie 24 Kilometer Gleis. Zudem überließ die Sowjetunion den Albanern vier Dampflokomotiven vom Typ BBÖ 270 aus Österreich.
Baubeginn war am 1. Mai 1947. Das halbfertige Werk aus italienischer Zeit erlaubte einen raschen Abschluss. 30.000 Freiwillige wirkten mit einfachsten Hilfsmitteln am Bau mit. Viele von ihnen waren Jugendliche, weshalb die Strecke auch „Eisenbahn der Jugend“ genannt wurde. Wie schon bei der Eröffnung der Bauarbeiten war Ministerpräsident Enver Hoxha auch bei der Eröffnung der Linie in Durrës anwesend. Die Arbeiten an der Strecke Durrës–Tirana begannen im nachfolgenden Frühling, am 11. April 1948. Nach dem Bruch des albanischen kommunistischen Regimes mit Tito im Sommer 1948 mussten die jugoslawischen Ingenieure und Arbeiter Albanien verlassen – viele wurden als Saboteure gebrandmarkt. Dafür kam rasch Hilfe aus der Sowjetunion. Insgesamt 29.000 Freiwillige, darunter auch einige aus dem befreundeten Ausland, und 1400 Fachkräfte sollen am Werk mitgewirkt haben.

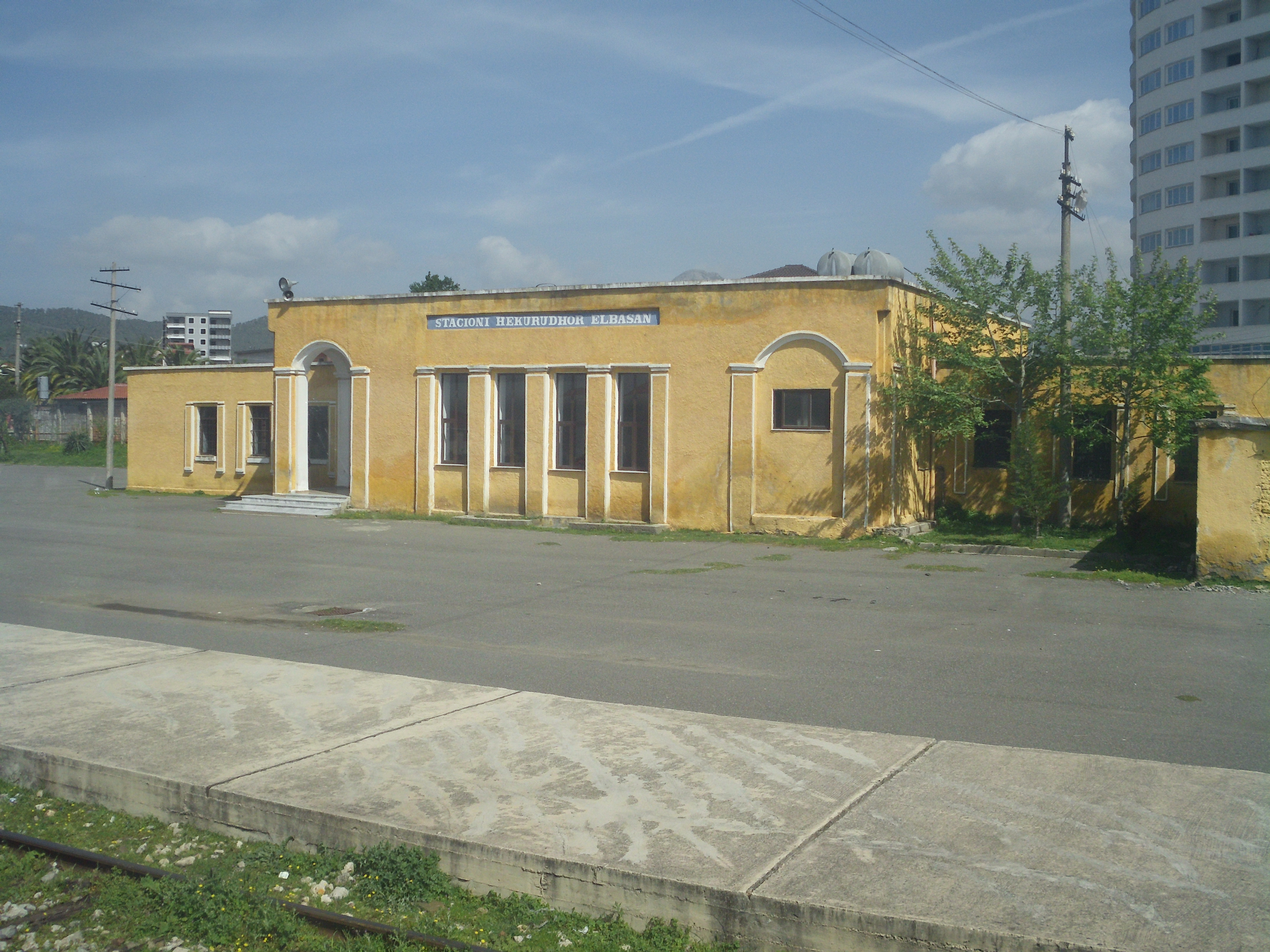
Bahnhof Elbasan aus den 1940er Jahren (2014)

Die Strecke von Peqin nach Elbasan war für die Ingenieure eine größere Herausforderung als die ersten beiden Strecken. Diverse Brücken und vier Tunnel mussten errichtet werden. Wiederum waren Tausende von Freiwilligen beteiligt, um das „für die Wirtschaft des Landes wichtige“ Werk zu errichten. Aber auch Hunderte politische Häftlinge mussten am Bau mitwirken – mit einfachsten Mitteln wurden sie zum Beispiel beim schwierigen Tunnelbau eingesetzt. Dabei kam es zu vielen tödlichen Unfällen.
Am 21. Dezember 1950 war endlich die Verbindung von Peqin bis Elbasan fertiggestellt, wodurch auch die gesamte Strecke von Durrës ihre Bedeutung als Zulieferer und Exporteur für die Industriebetriebe und Bergwerke rund um Elbasan entfalten konnte. Bei der Eröffnungsfeier in Elbasan anwesend waren unter anderen Mehmet Shehu und Spiro Pano, beide damals stellvertretende Ministerpräsidenten, Myslim Peza, stellvertretender Parlamentsvorsitzender und ehemaliger stellvertretender Ministerpräsident, Bedri Spahiu, Mitglied des Politbüros, Liri Belishova und Bauminister Rrapo Dervishi. Das Band zur Eröffnung wurde von Shehu durchgeschnitten. Obwohl bei den Feierlichkeiten vor allem der Einsatz der Jugend gelobt wurde, waren es insbesondere Inhaftierte, die zur Vollendung dieses und anderer wichtiger Infrastrukturwerke beigetragen hatten.
Die Bahnstrecke Peqin–Elbasan war bis 1963 die letzte Eisenbahnlinie, die in Albanien in Betrieb genommen wurde.

### Spätere Entwicklung
1952 wurde ein kurzes Industriegleis vom Bahnhof Elbasan zum „Holzkombinat Nako Spiru“ in Betrieb genommen, das etwas südlich vom Bahnhof liegt und damals eröffnet worden war.
Mitte der 1950er Jahre wurde ein rund anderthalb Kilometer langes Anschlussgleis vom Bahnhof in Papër zur Erdölraffinerie von Cërrik, das 1957 die Arbeit aufnahm, gebaut. Rund fünf Jahre später wurde das Zementwerk nordwestlich von Elbasan angeschlossen.
In den 1970er Jahren entstand westlich von Elbasan bei Bradashesh schrittweise das riesige Stahlwerk „Stahl der Partei“. Die größte Industrieanlage des Landes wurde durch den Güterbahnhof Vidhas erschlossen, verfügte aber auch über ein eigenes Gleisnetzwerk. Dieses betriebsinternes Bahnnetz bestand aus 47 Kilometer Gleis und wurde mit eigenen Diesellokomotiven aus China betrieben worden sein.

Die Strecke wurde in den Jahren 1969 bis 1972 um 25 Kilometer nach Librazhd, anschließend bis 1974 um 28 Kilometer nach Përrenjas und von 1975 bis 1979 um 29 Kilometer nach Pogradec (Bahnhof Gur i Kuq) verlängert. Damit waren die wichtigen Bergwerke im Südosten an die Eisenbahn angebunden.

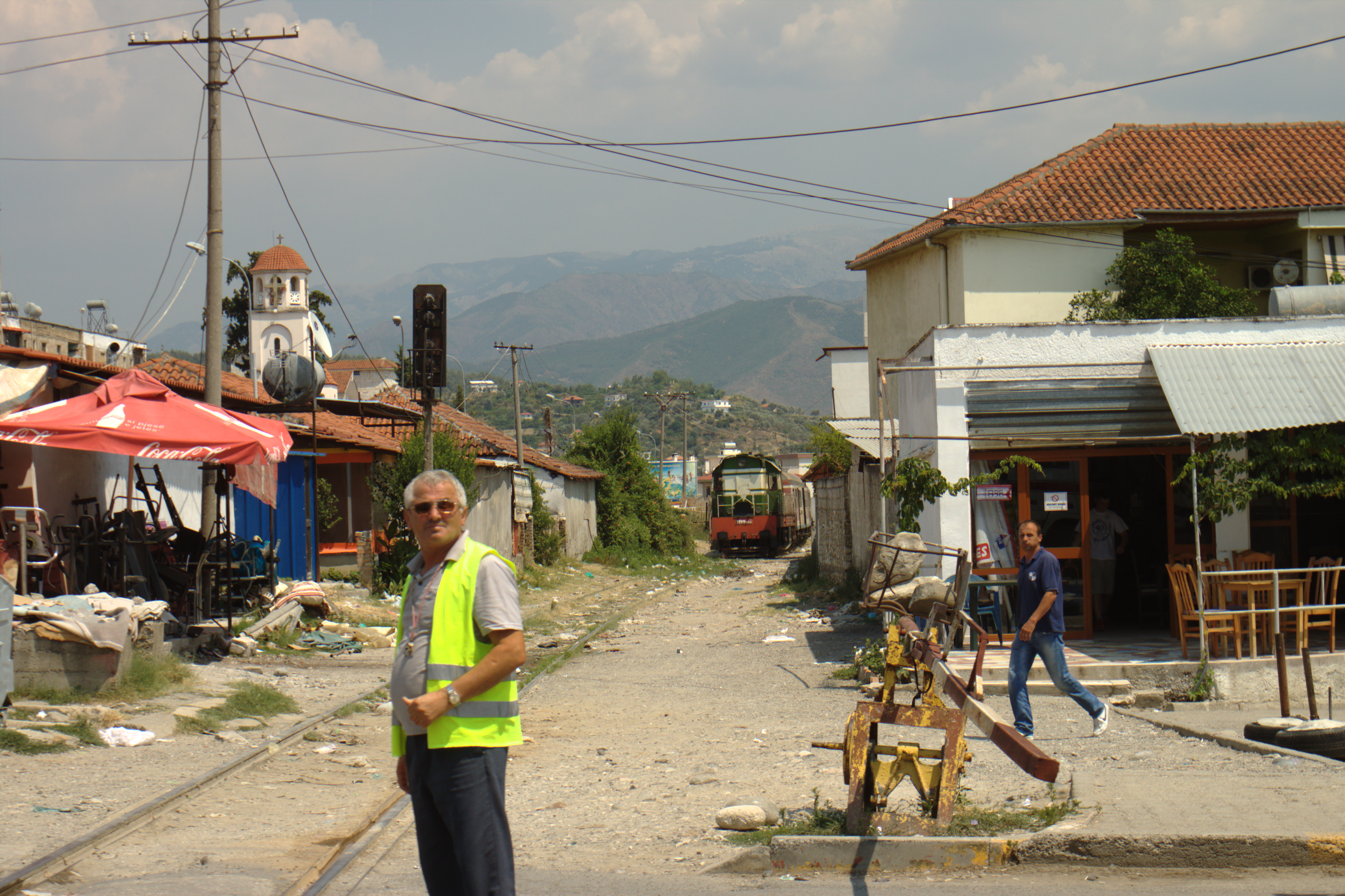
Zug in Elbasan (2015)

Wie die ganze albanische Eisenbahn erfuhr auch die Strecke nach Elbasan und weiter nach Pogradec einen raschen Niedergang. Die Schließung der Bahnverbindung nach Pogradec stand schon Mitte der 1990er Jahre zur Diskussion. In diesen Jahren wurden auch in vielen Minen und Fabriken die Arbeit eingestellt und die meisten Industriegleise aufgegeben. Nach der Jahrtausendwende wurde Elbasan wieder zum Endbahnhof.

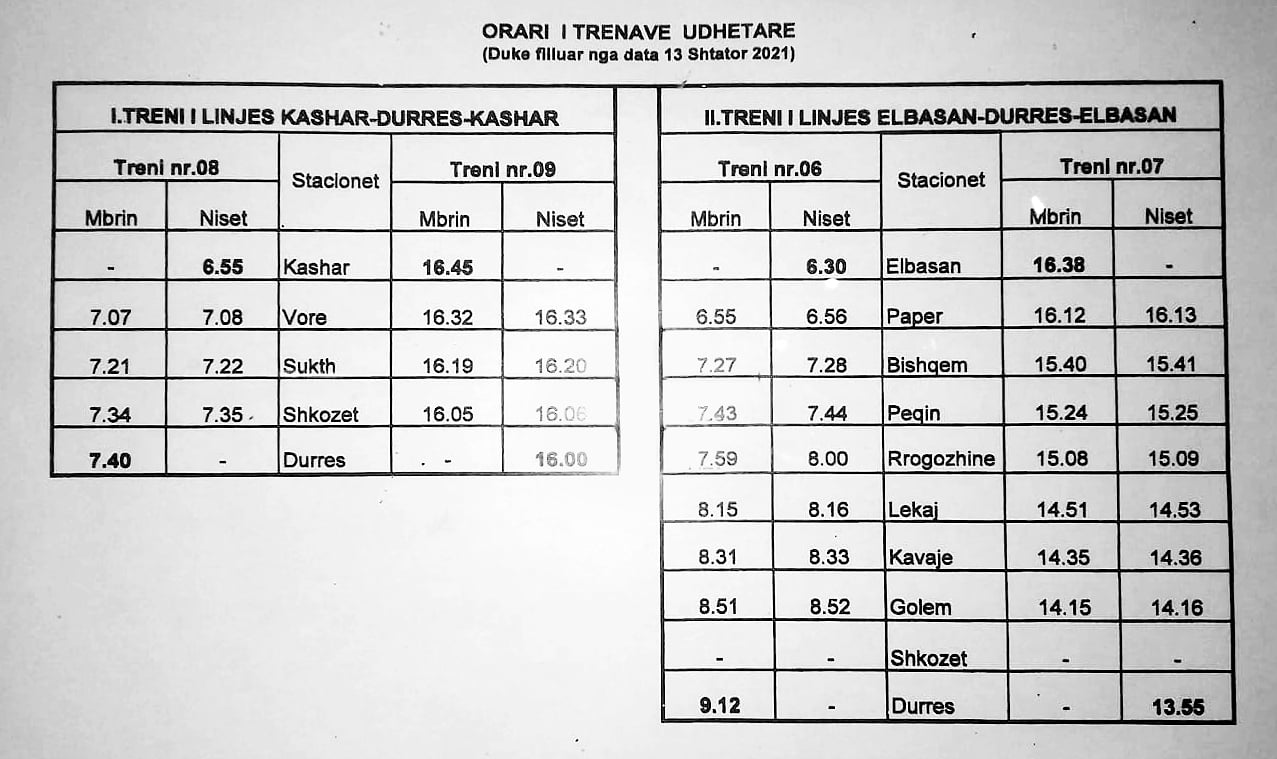
Fahrplan für die Strecke (rechts) vom September 2021

Auf der Bahnstrecke Durrës – Peqin – Elbasan verkehren heute zwar im Gegensatz zu den meisten anderen noch Züge der Hekurudha Shqiptare, aber die Infrastruktur ist wie die ganze albanische Eisenbahn in desolatem Zustand. Der Transport von Material zum ehemaligen Stahlwerk in Elbasan hatte bis in die Gegenwart eine große Bedeutung für die Hekurudha Shqiptare. Dabei handelte es sich im Wesentlichen um Schrott und Altmetall aus Serbien, das über die internationale Verbindung Podgorica–Shkodra importiert wurde, deren weitere Verbindung nach Süden (Durrës) beim Erdbeben vom November 2018 unterbrochen wurde.
Ideen zum Ausbau der Bahnverbindung von Durrës über Peqin, Elbasan und Përrenjas mit einem Anschluss ans – ebenfalls auszubauende – Netz in Nordmazedonien im Rahmen des Paneuropäischen Verkehrskorridors VIII haben wenig Aussicht auf Realisierung.

## Strecke

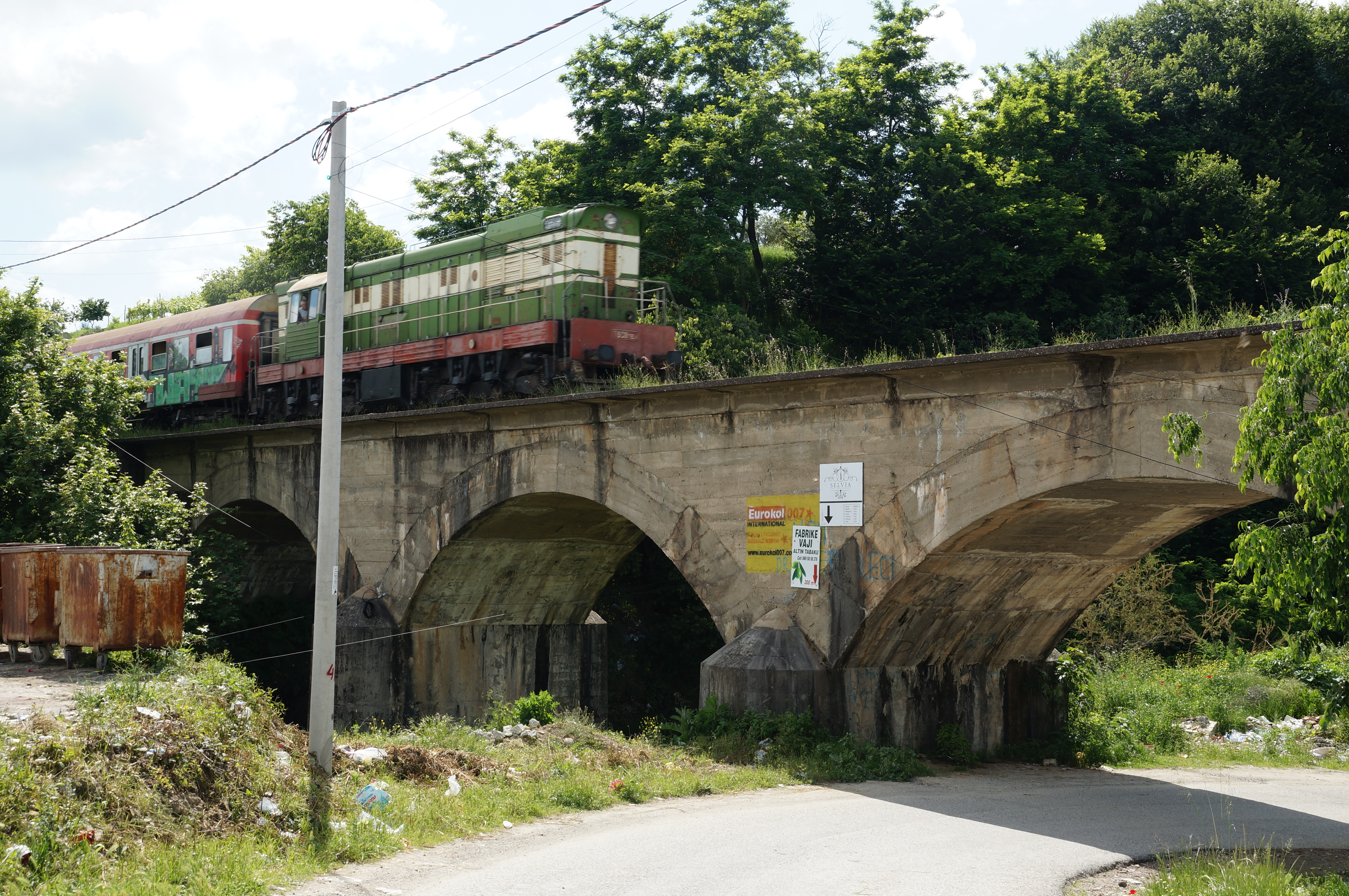
Zug nach Elbasan in Pajova (2019)

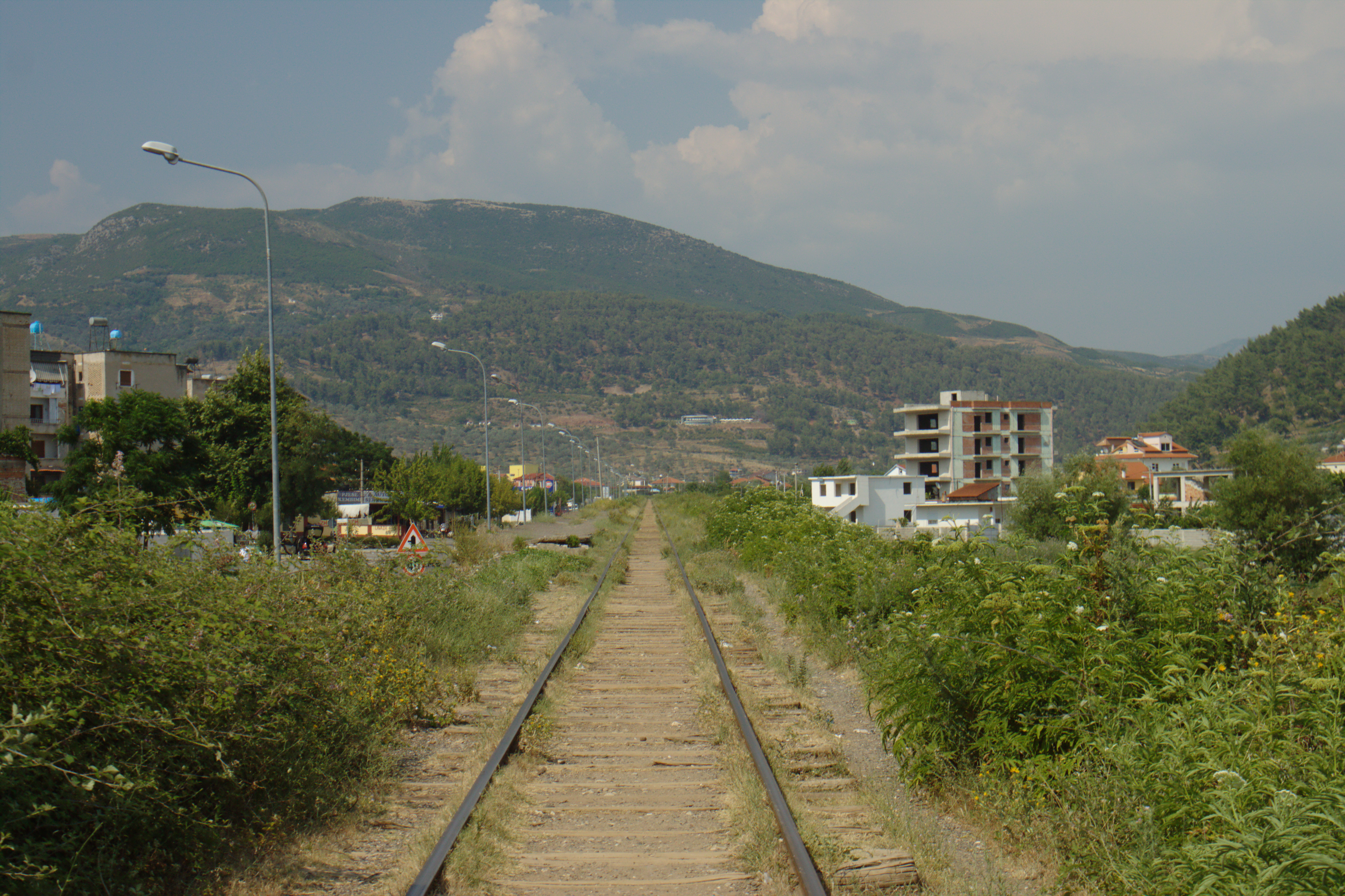
Strecke zwischen dem Bahnhof Elbasan und Krasta (2015)

Die Eisenbahnstrecke führt durchs Shkumbintal, das mehrheitlich flach ist, aber im Bereich zwischen Bishqem und Papër einige Engstellen aufweist, die den Bau von mehreren Tunnels forderten. Der Höhenunterschied von weniger als 100 Metern war hingegen beim Bau keine Herausforderung. Die Linie folgt den alten Verkehrswegen: Schon die Römerstraße Via Egnatia verlief auf dieser Route.
Die Strecke verlässt Peqin ostwärts durch den flachen, breiten Talboden. Gegen Osten verengt sich das Tal allmählich. Zudem werden mehrere aus dem Norden kommende Bäche gequert, die dem Shkumbin zufließen und eine 60 Meter lange und eine 120 Meter lange Brücke erfordern.
Nach dem Bahnhof von Bishqem, zwischen den Dörfern Pajova und Bishqem gelegen, folgt der topographisch schwierigere Teil. Er beginnt mit der 140 Meter lange Brücke über den Babluç-Bach. Gleich nach der Brücke folgen die ersten beiden kurzen Tunnels: Sie haben eine Länge von 298 Metern und 210 Metern – dazwischen liegen nur 147 Meter. Es folgt ein weiteres, rund drei Kilometer langes eher flaches Stück, bevor das Tal sich nochmals stark verengt. Eine 140 Meter lange Brücke über den Ranxa-Bach führt zum nächsten Tunnelportal. Der dritte Tunnel ist mit 727 Metern der längste. Er beschreibt eine Kurve nach Südosten. Es folgt ein kurzes Stück von 70 Metern bis zum nächsten Tunnel, der 454 Meter lang ist und den Bogen nach Süden abschließt. Bald darauf kommt eine weitere 60 Meter lange Brücke. Vor der Einfahrt in den Bahnhof von Papër führt eine 160 Meter lange Brücke über den Papër-Bach.
Nach Papër geht es durch eine offene, flache Ebene nach Elbasan. Nach dem Güterbahnhof von Vidhas – auf Fahrplänen war nie ein Halt hier verzeichnet – passiert die Strecke während Kilometern Industrieanlagen, das Chromwerke bei Vidhas zur Linken, dann das große Stahlwerk zur Rechten. Zwischen Bradashesh und dem westlichen Stadtrand von Elbasan passiert die Strecke nochmals offenes Feld. Die Bahnstrecke umfährt die Innenstadt von Elbasan südlich. Der Bahnhof liegt am Südwestrand der Innenstadt, genau einen Kilometer von der Burg, dem historischen Zentrum, entfernt. Die Strecke führt noch rund drei Kilometer über den Bahnhof hinaus bis zum östlichen Vorort Krasta, wo sich ein Marmorsteinbruch befand. Bis zur Eröffnung der Strecke nach Librazhd verkehrten auf diesem letzten Abschnitt nur Güterzüge.